# Football Club Bavois
O Football Club Bavois é um clube de futebol com sede em Bavois, Suíça. A equipe compete na Swiss Promotion League.

## História
O clube foi fundado em 1941. 

## Jogadores
- Sócrates Oliveira Fonseca